# 中成股份
39°49′34″N 116°17′21″E / 39.8261129°N 116.2891021°E
中成进出口股份有限公司 （深交所：000151，A股简称：中成股份）是中国深圳证券交易所的一家上市公司，成立于1999年3月1日，业务范围包括：进出口业务；承担对外经济技术援助项目和对外提供一般物资援助项目，承包各类境外工程和境内外资工程；提供经济、贸易、技术、信息的咨询和交流服务；成套设备和技术系统集成及相关技术服务；仓储；房屋租赁。公司总股本为29598万股（2010年）。
公司总部位于北京市丰台区南四环西路188号二区8号楼，法人代表为刘学义。